# Baglersagorna

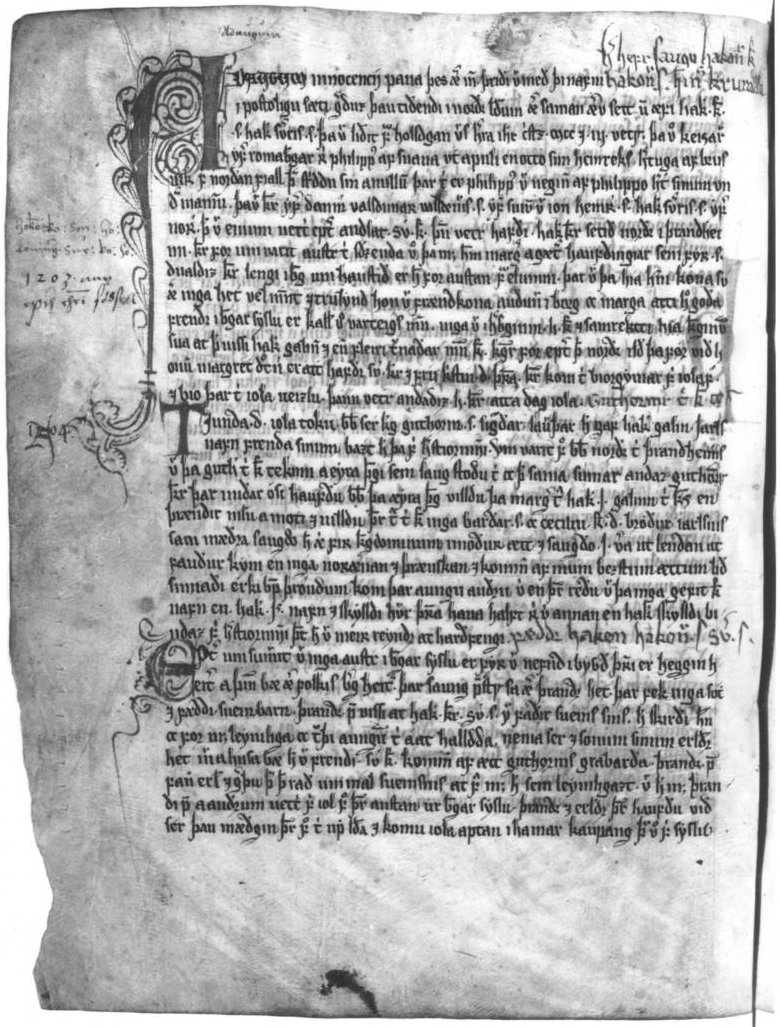
Eirspennill, också kallad AM 47 fol., är ett norskt manuskript, en handskriven bok från 1300-talet. Boken innehåller nedtecknade norska kungasagor. Den innehåller den äldre och kortare versionen av Baglersagorna.

Baglersagorna, Bøglunga søgur, är en medeltida västnordisk berättande källa som skildrar inbördeskrigen i Norge i slutet av 1100-talet och början av 1200-talet. Baglersagorna är tre till antalet: Hakonar saga Sverrissonar, Guttorms saga Sigurdasonar och Inga saga Bardasonar. Sagorna finns i två versioner, av vilka den äldre har avslutats i samband med att fred slöts 1208 och därför kan sägas vara helt samtida med de skildrade händelserna, till skillnad från den senare versionen som färdigställts tidigast på 1220-talet. I likhet med Sverres saga är Baglersagorna en partsinlaga och skildrar krigen ensidigt ur Birkebeinarnas synvinkel. Själva partinamnet Bagler är pejorativt. Författaren är okänd men måste ha stått kung Sverre Sigurdsson nära.